# Nicolas Anelka
Nicolas Sébastíen Anelka (francia kiejtéssel: [nikɔla anɛlka], Le Chesnay, 1979. március 14. –) francia válogatott labdarúgó, vezetőedző, posztját tekintve csatár. Rendszeresen szerepelt hazája válogatottjában. Góljairól és gólpasszairól volt leginkább ismert, melyet gyors és technikás játéka tett lehetővé. Kiváló fejelési képességének, technikájának, lövéseinek, labda nélküli mozgásának köszönhetően klasszikus csatárként és visszavont ékként is bevethető volt a pályán.
Pályafutását a Paris Saint-Germainnél kezdte, ám egy szezon elteltével az Arsenal csapatához igazolt. Az első csapat meghatározó tagjává vált, és a következő bajnokságban elnyerte Az év fiatal angol labdarúgója-díjat is. 1999-ben 22 300 000 fontért a Real Madrid játékosa lett, de egy idény elteltével egy 20 000 000 fontos üzlet keretében újra Párizsba tette át székhelyét. Annak ellenére, hogy rendszeresen kezdő volt a PSG-ben, újabb Premier League-kaland következett: először 2002 januárjában a Liverpool kölcsönben szerződtette, majd a 2002–2003-as évad elején 13 000 000 fontért csatlakozott a Manchester Cityhez.
Három manchesteri idény után Törökországba, a Fenerbahçe egyletéhez írt alá, majd újra Anglia lett karrierje következő állomása, ezúttal a Bolton Wanderers csapata. Ezt követően 18 000 000 fontért igazolta le a Chelsea. 2009-ben elnyerte a Premier League Aranycipőjét. Klubjai csaknem 90 000 000 fontot fizettek érte összesen. 2011. december 2-án a Sanghaj Greenland bejelentette, hogy megállapodott a csatárral, aki a téli átigazolási szezon kezdetével a játékosuk lett. Egy ott töltött idény után kölcsönszerződés keretében csatlakozott a Juventushoz, ezek után felbontották szerződését Kínában, és ingyen vált a West Bromwich Albion labdarúgójává. Miután az angol együttes nem tartott rá igényt, Indiába, a Mumbai Cityhez került, mint játékos-menedzser.
69 alkalommal lépett pályára a francia válogatottban, 2000-ben Európa bajnoki címet nyert, 2001-ben pedig a konföderációs kupa serlegét is elhódította hazájával. Az ezt követő időszakban klubcsapataiban való kevés játéklehetőség miatt nem volt stabil kerettag, de a 2008-as Európa bajnokságra utazó keretben ismét helyet kapott. 2010. június 9-én a Francia labdarúgó-szövetség eltiltotta hazája válogatottjától Raymond Domenech-kel való konfliktusát követően, szerintük ugyanis Anelka megnyilvánulása ütközött az általuk képviselt elvekkel. Két hónappal később nem jelent meg a fegyelmi tárgyaláson, 18 mérkőzéses eltiltást kapott a szövetségtől, mellyel gyakorlatilag véget ért a nemzetközi karrierje. Anelka azt nyilatkozta, hogy nevetségesnek tartja a 18 meccses eltiltást, és ezt követően határozta el, hogy visszavonul a francia színektől.

## Korai évek és magánélet
Le Chesnay-ban született, Yvelines megyében. Szülei 1974-ben Martinique szigetéről költöztek Franciaországba, majd ezután a Párizs közeli Trappes-ban telepedtek le. Itt kötött barátságot gyerekkorában Omar Sy és Jamel Debbouze színészekkel. Édesanyja a helyi középiskola titkárnője volt.
Két testvére van, Claude, aki szintén labdarúgó, és Didier.
Felesége Barbara Tausia belga koreográfus. Két fiuk van, Kais 2008-ban, Kahil 2010-ben született.
2002-ben szerepelt A tökös, a török, az őr meg a nő (franciául: Le Boulet) című filmben, ahol önmagát alakította, mint labdarúgó. Úgy fogalmazott, visszavonulása után a filmiparban szeretne dolgozni, mert egy barátja is ott helyezkedett el.
Gyermekkori barátai hatására 2004-ben az Egyesült Arab Emírségekben áttért az iszlám vallásra, és felvette az Abdul-Salam Bilal nevet. A csatár elmondta, hogy kezdetben a nappali órákban böjtölt a ramadán hónapjában, de rájött, hogy sérülékennyé vált, ezért nem követte már olyan szigorúan. Volt, hogy fontolóra vette, hogy az Emírségekben folytatja pályafutását, mellyel kapcsolatban a következőképp nyilatkozott: „Kész vagyok itt maradni és az Emirátusok egyik klubjában futballozni. Nem szívesen térnék vissza Angliába vagy Franciaországba.” Ez azonban sosem valósult meg, nem sokkal később ugyanis Törökországba igazolt.
Kiváló baráti kapcsolata ismert Dieudonné M’Bala M’Bala humoristával. Felháborodást váltott ki széles körben, amikor a támadó a West Bromwich játékosaként az M’Bala által alkalmazott és sokak szerint antiszemita karlendítést tett 2013-ban. A francia labdarúgó reakciója erre az volt, hogy a mozzanat nem volt antiszemita. Az Angol labdarúgó-szövetség fegyelmi bizottsága ennek ellenére ötmeccses eltiltást rótt ki Anelkára, ugyanakkor megállapította, hogy gesztusát nem az antiszemitizmus népszerűsítésére használta fel. 2020-ban elmondta, hogy a kézmozzanat egykori trénere, Steve Clarke ellen szólt, aki nem zsidó.
Anelka témája volt a 2012-ben, a Canal+-on sugárzott L'Entrée des Trappistes dokumentumfilmnek, mely a Sy-al és a Debbouzéval való barátságukról szól, továbbá a Netflixen is készült film életéről Anelka, a meg nem értett címmel.

## Pályafutása klubcsapatokban

### Paris Saint-Germain
Tizenhat évesen kezdte profi pályafutását a fővárosi Paris Saint-Germain színeiben.

### Arsenal
1997 februárjában, 17 évesen csatlakozott az Arsène Wenger által menedzselt, a Premier League-ben szereplő Arsenalhoz 500 000 fontos átigazolási díj fejében. Első évében, az 1996–1997-es szezonban elvétve kapott lehetőséget, de második idényében Ian Wright hosszan tartó sérülése miatt sikerült beverekednie magát a kezdő tizenegybe. Első gólját a Manchester United elleni hazai 3–2-es győzelem alkalmával szerezte. Kulcsszerepet játszott abban, hogy az 1997–1998-as idényben az Arsenal megszerezte a bajnoki cím mellett az FA-kupát is. Az FA-kupa döntőjében a második gólt szerezte a Newcastle United elleni 2–0-s győzelem során.
Az 1998–1999-es angol bajnokságban gólkirályi címet szerzett, és megkapta Az év fiatal angol labdarúgója-díjat is, csapata azonban nem tudta megvédeni sem a bajnoki elsőségét, sem a kupacímét, és a Bajnokok Ligájában sem jutott el a döntőig. A szurkolók a csatár átigazolási spekulációit és a lelkesedése hiányát látva a „Le Sulk” , azaz a duzzogó becenevet adták neki. A bajnokság végeztével Anelka közölte, hogy a brit sajtó felelős azért, hogy boldogtalan Angliában. 1999. augusztus 2-án a spanyol Real Madridhoz szerződött.
Az Ágyúsoknál töltött éveivel kapcsolatban azt mondta a későbbiekben, hogy nem kellett volna elhagynia az Arsenalt, egy olyan klubot, amelyet nagyon imád. Egykori trénere, Arséne Wenger is erősen támogatta és csodálta őt. A gárda által összeállított Minden idők 50 legnagyobb Ágyusa listáján a 29. helyet foglalja el. Összesen 90 alkalommal lépett pályára az Arsenal színeiben és 28 gólt szerzett.

### Real Madrid
1999 nyarán 22 500 000 font értékben költözött Madridba. A Blancóknál töltött első öt hónapjában nem sikerült gólt szereznie, első találatát 2000. január 5-én, az en-Naszr elleni klubvilágbajnoki nyitómérkőzésén szerezte. Két nappal később szintén ebben a sorozatban két gólt szerzett a brazil Corinthians ellen, a mérkőzés 81. percében pedig büntetőt hibázott, így nem ért el mesterhármast.
2000. február 28-án megszerezte első bajnoki gólját a Barcelona elleni 3–0-s győzelem során, márciusban azonban Lorenzo Sanz klubelnök eltiltotta a kerettől, miután távozott az egyik edzésről Vicente del Bosque vezetőedzővel történő nézeteltérése miatt. Miután visszatért a csapathoz, a Bajnokok Ligája elődöntőjének mindkét mérkőzésén a hálóba talált a Bayern München ellen, így a Királyi Gárda 3–2-es összesítéssel bejutott a fináléba. Párizsban, a Stade de France-ban megrendezett döntőn a Real Madrid a nyolcadik európai trófeáját gyűjtötte be, miután 3–0-ra győzött a Valencia ellen. Anelka a kezdő tizenegyben kapott lehetőséget.

### Visszatérés a Paris Saint-Germainbe
2000 júliusában hatéves kontraktust írt alá nevelőegyesületéhez 22 000 000 font fejében. Ebben az évben a párizsiak a második helyen végeztek a bajnokságban, így bekerültek a Bajnokok Ligája főtáblájára a 2000–2001-es kiírásban. Anelka heti 30–35 000 fontos fizetése átutalásának összegét a PSG tulajdonában lévő Canal Plus finanszírozta, míg a Nike maga a fizetésének a jelentős részét állta.
Jól kezdte az évadot, egy olyan egylet csapatkapitánya volt, amely rövid ideig vezette a Ligue 1-t, de a jó forma gyorsan csökkent. 2000 decemberében, a Sedan elleni 5–1-es vereség után Philippe Bergeroót a vezetőedzői székben Luis Fernández váltotta. Év végén a klub a kilencedik helyet szerezte meg a bajnoki tabellán, így bejutott a 2001-es Intertotó-kupa küzdelmeibe. Az első csoportkörben a második helyet szerezték meg a Bayern München előtt, majd a második csoportkörben kiestek a Deportivo de La Coruña, a Galatasaray és a Milan ellen.

#### Liverpool (kölcsönben)
Két és fél év után, 2001 decemberében újra visszatért az angol első ligába, ezúttal a Liverpoolhoz, kölcsönszerződés keretében a szezon végéig. Jelentősen hozzájárult ahhoz, hogy az egylet a 2001–2002-es szezon végén a második helyen zárja a bajnokságot. Gólokat szerzett az Everton, a Fulham, a Blackburn Rovers, az Ipswich Town, és a kupában a Birmingham City ellen. Gérard Houllier, a csapat trénere azonban úgy döntött, hogy nem kínál állandó szerződést számára, helyette a szenegáli válogatott csatárt, El Hadji Dioufot szerződtette.

### Manchester City
2002. május 24-én csatlakozott a manchesteri egyesülethez, Kevin Keegan klubrekordot jelentő 13 000 000 fontot fizetett érte. Az első idényében a csapat gólkirálya lett 14 góllal, ezek közül kiemelkedik a Manchester United elleni, a Maine Roadon, volt klubja, az Arsenal elleni, valamint az Anfielden, a Liverpool ellen szerzett gólja az utolsó percben tizenegyesből. Második évében szintén házi gólkirály lett 25 találattal. 2004. október 16-án büntetőt értékesített a Chelsea ellen, ezzel José Mourinho vezetésével a klub hosszú idő után szenvedett vereséget.

### Fenerbahçe
2005 januárjában a Manchester City bejelentette, hogy Anelka 7 000 000 fontért Törökországba igazol. Jelentős részt vállalt abban, hogy a Fenerbahçe az idény végén megnyerte a Süper Liget és hogy az UEFA-kupában továbbjutott a csoportkörből, így a következő évadban a Bajnokok Ligájában szerepelt az isztambuli csapattal.

### Bolton Wanderers
2006. augusztus 25-én a Bolton Wanderersszel négyéves megállapodást kötött, rekordot jelentő 8 000 000 fontért lett a klub játékosa. Új klubjában 2006. szeptember 9-én, a Watford ellen debütált. Szeptember 19-én szerezte meg első gólját a Walsall ellen a Ligakupában, beállítva a 3-1-es végeredményt. A Premier League-ben 11 gól nélküli mérkőzését követően szerezte meg első találatát november 25-én az Arsenal elleni 3-1-es győzelem során. Az angol első osztály 2006–2007-es kiírását tekintve 11 góllal a Bolton házi gólkirálya volt.
2007 januárjában bejelentette, hogy hajlandó elhagyni a csapatot, ugyanakkor júliusban új szerződést írt alá a Sammy Lee trénerrel folytatott tárgyalások befejeztével. Továbbá kijelentette, hogy fontolóra veszi távozását, amennyiben gyengén kezdik az új szezont, ennek ellenére mégis 2011-ig kötelezte el magát a klub mellett. 2020 júliusában elismerte, hogy azért újította meg szerződését, hogy a Bolton ez által nagyobb átigazolási díjat kapjon érte

### Chelsea
2008. január 11-én megerősítést nyert, hogy 15 000 000 fontért csatlakozik a Chelsea-hez. 2008. január 12-én mutatkozott be új csapatában a Tottenham Hotspur ellen, két héttel később pedig megszerezte első gólját az FA-kupában a Wigan Athletic ellen. Első bajnoki találat a Portsmouth ellen jegyezte február 2-án, az idény hátralévő részében azonban többször már nem vette be az ellenfelek kapuját.

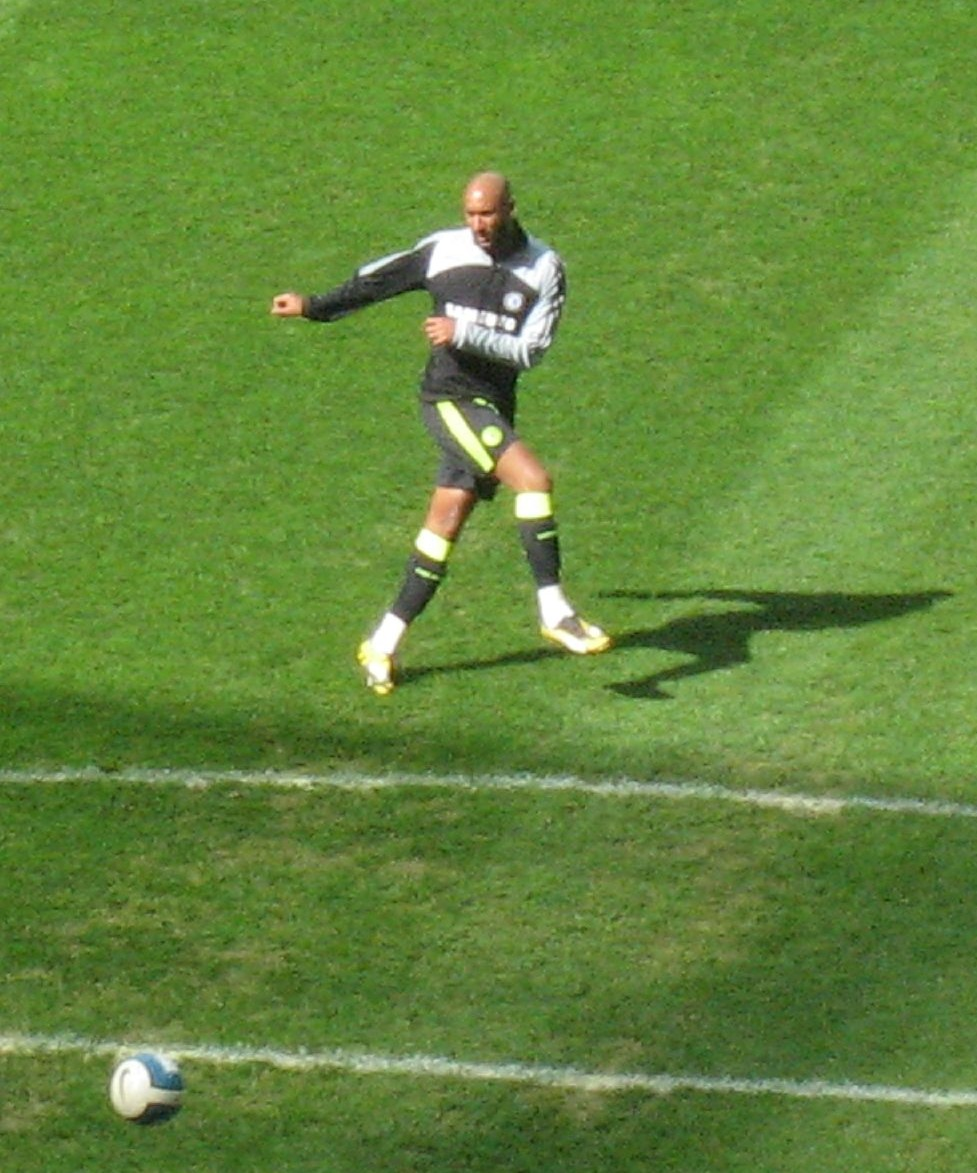
Anelka a Chelsea színeiben

A 2008-as Manchester United elleni Bajnokok Ligája döntőben a Chelsea hetedik büntetőjét elhibázta, a londoniak pedig alulmaradtak riválisukkal szemben, így be kellett érniük egy ezüstéremmel. A későbbiekben menedzserét, Ávrám Grantot hibáztatta azért, hogy elhibázta tizenegyesét. Azt állította, hogy a tréner kései csereként számolt vele, nem volt elég ideje a megfelelő bemelegítésre, és ez által arra sem, hogy felvegye a meccs ritmusát.
2008. augusztus 3-án négy gólt szerzett az AC Milan elleni 5–0-ra megnyert barátságos mérkőzés alkalmával.
Didier Drogba sérülésének következtében több játéklehetőséget kapott és kitűnően kezdte az idényt. 2008. november 14-én elnyerte a Premier League Aranycipőjét, és ő volt az egyetlen játékos a bajnokságban, aki több, mint tíz gólt szerzett. A londoni gárdában első mesterhármasát 2008. november 1-jén, a Sunderland elleni 5–0-s győztes meccs során szerezte meg. Ezt követte további kettő találat a Blackburn Rovers és a West Bromwich Albion ellen. A csapat meghatározó tagjává vált, és Didier Drogba visszatérésével is legtöbbször a kezdőcsapatban kapott szerepet, Guus Hiddink érkezésével azonban többnyire a pálya szélén játszott. A Watford elleni 3–1-es győztes találkozón az FA-kupában a Vicarage Roadon újabb mesterhármast ért el. Május 10-én egykori klubja, az Arsenal elleni 4–1-es vesztes rangadó során ő szerezte a Chelsea egyetlen gólját, amit nem ünnepelt, később ezt azzal magyarázta, hogy „még mindig imádja az Arsenalt”.

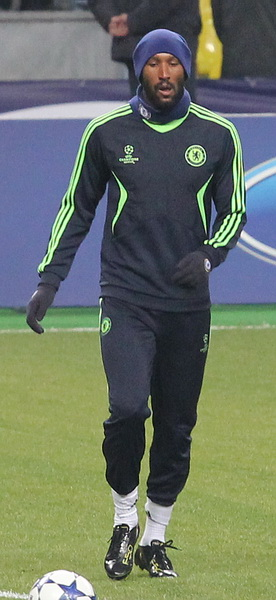
Anelka egy mérkőzés előtt a Chelsea játékosaként

A 2009–2010-es idényben első gólját a Craven Cottagen, a nyugat-londoni rivális Fulham gárdája felett aratott 2–0–s siker alkalmával szerezte, majd a következő fordulóban betalált a Burnley ellen megnyert 3–0-s győztes meccs alkalmával is. A Bajnokok Ligájában a Chelsea nyitómeccsén a mérkőzés egyetlen gólját szerezte a Porto ellen. Az APÓÉL ellen a tizenhatoson kívülről talált a hálóba. A Liverpool ellen idénybeli harmadik bajnoki gólját szerezte a 2–0-ra megnyert hazai mérkőzésen. A Porto elleni visszavágón az Estádio do Dragão-ban az ő góljával 1–0-ra győzött a Chelsea, így a második angol csapat volt a Bajnokok Ligájában, amely Portugáliában győzni tudott. A bajnokságban az Everton elleni 3–3-as kimenetelű összecsapáson Anelka jegyezte klubja első találatát, így október óta szerzett a csapat újra gólt a Premier League-ben. Ezután újabb góllal vette ki részét a Portsmouth elleni 2–1-re megnyert mérkőzésen.
2010. január 16-án sérüléséből visszatérve a 7–2-es kimenetelű, Sunderland elleni mérkőzésen két találat is az ő nevéhez fűződött. A Preston North End elleni kupameccsen szintén értékesített egy helyzetet, így öt meccsen már négyszer rezgette meg az ellenfelek hálóját. Miután Didier Drogba visszatért az Afrikai Nemzetek kupájáról, ismét szélsőként kapott szerepet a csapatban. Január után áprilisban is betalált volt klubja, a Bolton Wanderers, így a Chelsea előnye a bajnoki tabellán négy pontra növekedett a Manchester Uniteddel szemben. Az idény utolsó fordulójában két gólt szerzett a Wigan Athletic ellen, így a Chelsea négy év után szerzett újra bajnoki címet. Ezzel Ashley Cole-lal egyetemben olyan labdarúgóvá vált, aki már két különböző angol klubbal végzett a tabella élén a Premier League-ben. Ezt a sikert korábban csak Henning Berg érte el. 2010. június 24-én a Chelsea bejelentette, hogy egy új, négyéves szerződést írt alá, így 2012-ig a klub játékosa marad.
A 2010–2011-es idényt kiváló formában kezdte. A West Bromwich ellen az első fordulóban gólpasszt adott Florent Maloudának, a Wigan Athletic ellen duplázott, majd a Stoke City ellen büntetőből szerzett gólt. A Bajnokok Ligájában az MŠK Žilina ellen az első félidőben jegyzett találatot, továbbá betalált a Olympique Marseille és a Szpartak Moszkva ellen is, így a Paris Saint-Germainben töltött évei után ez volt az első alkalom, hogy négy gólt szerzett a sorozatban. Október 19-én a Szpartak elleni találata a Chelsea-ben az 50. találatát jelentette. Ezt a szezont összesen 16 góllal zárta, 45 mérkőzésen lépett pályára.
A 2011–2012-es bajnoki szezonban első gólját  a West Bromwich ellen jegyezte, az idény felének további részében azonban további 14 mérkőzésen nem tudott több találatot értékesíteni. 2011. december 3-án, miután a Chelsea 3–0-ra győzött a Newcastle United elleni bajnokin, André Villas-Boas vezetőedző megerősítette, hogy Anelka Alex-szel együtt ingyen távozhat a klubtól januárban. 2011. december 12-én Zhu Jun, a Sanghaj Greenland tulajdonosa bejelentette, hogy aláírt egyesületéhez. Később a londoni gárda is megerősítette a távozását, és még aznap nyélbe is ütötték az üzletet.
A Chelsea színeiben 184 mérkőzésen 59 gólt szerzett.

### Sanghaj Senhua

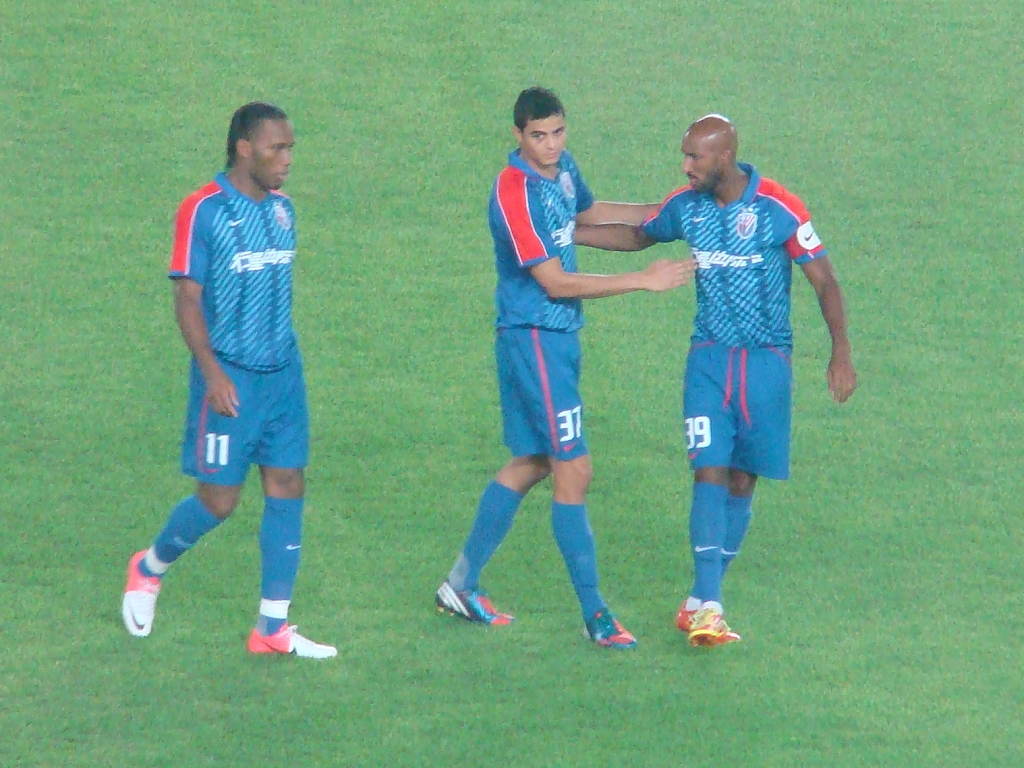
Anelka Giovanni Morenóval és egykori Chelsea-s csapattársával, Didier Drogbával a Sanghaj Greenland színeiben

2012. január 1-jén vált a kínai csapat tagjává, éves fizetése 12 000 000 eurónak felelt meg. Átigazolását követően elárulta, hogy az előző hónapban megvolt a lehetősége, hogy újra a Paris-Saint German játékosa legyen, de nem tartotta vonzónak az ajánlatukat. 2012. február 21-én a Hunan Billows elleni felkészülési mérkőzésen jegyezte első találatát új csapatában, mindössze 40 másodperccel a kezdő sípszó után, bokasérülése miatt azonban nem tudott bemutatkozni a bajnokságban a Csiangszu Szuning elleni mérkőzésen. Végül 2012. március 16-án debütált, a Peking Guoan csapata elleni 3–2-es vesztes kimenetelű mérkőzés során.
2012. június 19-én bejelentették, hogy Didier Drogba is csatlakozik a Sanghaj Greenlandhoz. Június 7-én arról keringtek pletykák, hogy szívesen játszana újra Angliában, miután a szurkolókkal szóváltásba került, mert nem volt hajlandó csapattársaival meghajolni előttük. Augusztus 25-én a Santung Lüneng Tajsan elleni találkozón két gólpasszt adott Drogbának, illetve fejesgólt szerzett, az eredmény 3–3-as döntetlen lett.

#### Juventus
2013. január 26-án öthónapos kölcsönszerződéssel vált az olasz Juventus labdarúgójává. A Bajnokok Ligájában a Celtic ellen mutatkozott be új klubjában. További két bajnoki mérkőzésen lépett még pályára a Serie A-ban, csapatával pedig az idény végén bajnoki címet ünnepelhetett.

### West Bromwich Albion
2013. július 4-én újra az angol első osztályba, a West Bromwich Albion gárdájához igazolt ingyen, mely pályafutása hatodik brit egyesülete lett. Azt nyilatkozta, hogy itt szeretné befejezni karrierjét. A híresztelések szerint miközben távozott egy edzésről, azt mondta, hogy vissza fog vonulni. A gárda nem sokkal később cáfolta kijelentését, de a pleykáknak táptalajt adott, hogy a következő összecsapáson nem lépett pályára, illetve egy megbeszélséről idő előtt távozott ügynökével. 2013. augusztus 28-án bejelentették, hogy úgy döntött, marad a csapatnál, és másnap már meg is kezdte a felkészülést a Swansea City elleni bajnokira.
2013. december 28-án a West Ham United elleni 3–3-as döntetlennel véget érő mérkőzésen megszerezte első találatát új csapatában, több mint 2 hónap elteltével. Gölöröme során egy olyan kézmozdulatot tett, melyet humorista barátja, Diedunné tett népszerűvé, a kritikusok szerint azonban mindez tisztelgést jelent a nácizmus számára. Az Angol labdarúgó-szövetség antiszemitizmus vádjával kivizsgálta az esetet. 2014. február 27-én a szövetség fegyelmi bizottsága ötmeccses eltiltást rótt ki rá, 80 000 fontos pénzbírsággal sújtotta, továbbá egy oktatási tanfolyam elvégzésére kötelezte. A szövetség a tárgyaláson a következőre jutott: "Nem találtuk Nicolas Anelkát antiszemitának, vagy hogy az antiszemitizmust népszerűsítené a kézmozdulatával". Ő és a labdarúgó-szövetség is úgy döntött, nem nyújt be fellebbezést az ügyben.
A közösségi médián keresztül jelentette be, hogy felbontja szerződését a West Bromwich-csal. Válaszul a klub közölte, hogy nem adott be kérelmet számukra távozási szándéka kapcsán. A későbbiekben 14 napos felmondási idővel hagyta ott az egyesületet, melyet kötelességszegés miatt kellett ott töltenie.

### Mumbai City
2014. szeptember 15-én az Indiai Szuperligában szereplő Mumbai City játékosa lett. Három meccses eltiltását követően lépett pályára először a Chennaiyin FC elleni 5–1-es vesztes mérkőzésen, október 24-én. Öt nappal később a DY Patil Stadionban csapata egyetlen gólját szerezte a Kerala Blasters ellen. A Delhi Dynamos ellen szintén ő szerezte a győztes találatot. A szezonban összesen hét mérkőzést játszott, mivel a tabellán a hetedik helyen végeztek, így a Mumbai nem kvalifikálta magát a rájátszásra.
2015 januárjában 18 hónapos szerződéstírt alá az algériai NA Hussein Dey csapatához, az Algériai labdarúgó-szövetség azonban visszautasította döntését, melyet a következőképpen indokolt: "Csak azok a 27 évnél fiatalabbak igazolhatnak klubunkba, akik országunk válogatottját képviselik". Anelka visszatért Indiába, majd 2015. július 3-án az egyesület játékos-menedzsere lett.

## Pályafutása a válogatottban

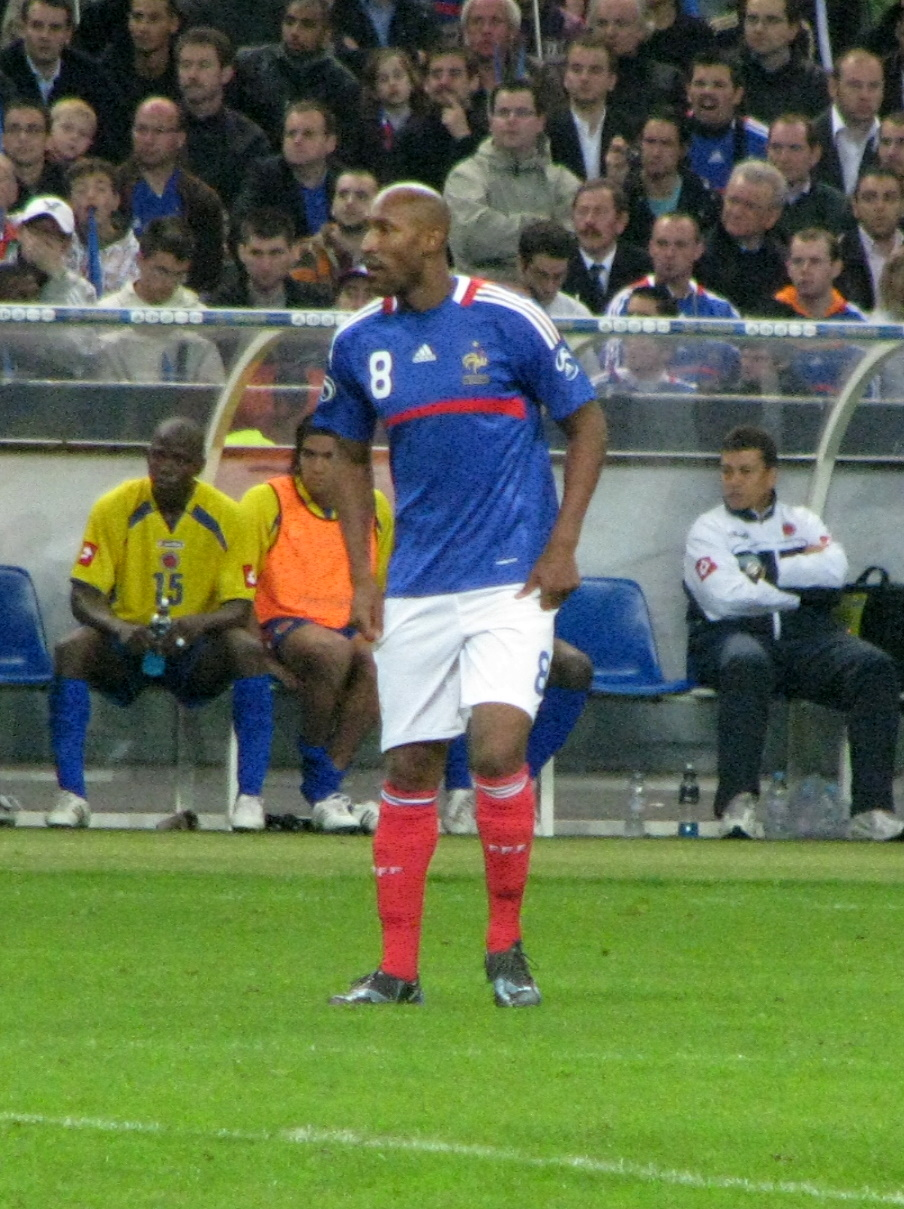
2008-ban a Kolumbia elleni barátságos mérkőzésen a francia válogatottban

Ifjúsági szinten részt vett az U20-as válogatottal az 1997-es ifjúsági világbajnokságon. A profik között a gól nélküli döntetlennel végződő Svédország elleni összecsapáson debütált 1998. április 22-én. Az 1998-as világbajnokság keretébe nem került be. A 2000–es Európa-bajnoki selejtezőn már fontos szerepet töltött be a gárdában. Két gólt szerzett az oroszok elleni nyitómérkőzésen, mely 3–2-es végeredménnyel zárult, továbbá mindkét találatot ő jegyezte az Anglia elleni 2-2-es döntetlen alkalmával a Wembley Stadionban 1999 februárjában. Tagja volt a 2000-es Európa bajnokság keretének, mely aranyérmet szerzett a kontinenstornán, valamint a 2001-es konföderációs kupát megnyerő csapatnak is, utóbbin egyetlen találatát Dél-Korea ellen jegyezte. 2002 novemberében elutasította Jacques Santini meghívását a Szerbia és Montenegró ellen készülő keretbe, így az igazgató eltiltotta a válogatottságtól. 2004 februárjában neve szóba jött a 2004-es Európa-bajnokságra készülő csapattal kapcsolatban, miután Djibril Cissé-t szintén felfüggesztették a nemzeti színektől.
2005 novemberében Raymond Domenech invitálására visszatért a keretbe Costa Rica ellen Martinique-ban. A szülőföldjén zajló mérkőzés a franciák első meccse volt a Karib-térségben, a csapat 3-2-re győzött. A 2006-os világbajnokságra való felkészülés során Djibril Cissé súlyosan megsérült, ezt követően pedig Anelka helyet kapott a bő keretben, de végül Sidney Govout nevezték a tornára helyette.
2007. március 24-én csereként lépett pályára Litvánia ellen a 2008-as Európa bajnokság selejtezőjén, és a mérkőzés egyetlen gólját szerezte. Teljesítményét így értékelte Domenech: "Szeretném így látni Nicolast, amikor megmutatja ezeket a tulajdonságait, így a kezdőcsapatba pályázik." 2007. június 2-án az Ukrajna elleni 2-0-ra megnyert összecsapáson is eredményes volt.
Részt vett az ausztriai és svájci közös rendezésű Európa-bajnokságon 2008-ban. A franciák első mérkőzésén, Románia ellen 72 percet töltött a pályán,Hollandia és Olaszország ellen viszont már csak csere volt.
Kulcsszerepet játszott az Írország elleni 2010-es világbajnokság pótselejtezőjén aratott sikerben. A 72. percben szerezte azt a gólt, amely által Franciaország kedvező helyzetből várhatta a visszavágót, és amely végül fontos szerepet játszott a franciák kvalifikációjában.
A 2010-es világbajnokságon elküldték a csapattól, miután sajtóértesülések szerint a Mexikó elleni 2–0-s vereség után bántalmazta Raymond Domenech szövetségi kapitányt. Domenech beszámolója szerint degradáló szavakkal illette őt. Később a média beszámolt róla, hogy Jean-Pierre Escalattes, a Francia labdarúgó-szövetség elnökének kérésére sem volt hajlandó bocsánatot kérni. Másnap a válogatott nem ment edzésre sem, Anelka elküldése ellen tiltakozva. Anelka ezt követően 18 mérkőzéses eltiltást kapott a szövetségtől, később ezzel kapcsolatban azt mondta, nevetségesnek tarja a szankciót, és ekkor határozta el, hogy visszavonul a nemzeti színektől.
A L’Équipe újságot beperelte a bíróságon 150 000 eurós kártérítést követelve. Elvesztette az ügyet, mivel csak a neki tulajdonított sértés megfogalmazását tagadta, nempedig azt, hogy megsértették volna. Egy 2018-ban készült dokumentumfilmben Domenech elmondta, hogy Anelka a vezetőedzői mivoltát sérelmezte és nem a személyét.

## Visszavonulása után
2017 februárjában csatlakozott a holland első ligában szereplő Roda egyesületének stábjához, Alekszej Koratajevvel, a klub tulajdonosával ugyanis kitűnő barátságot ápol. 2018 novemberében a Lille utánpótlásának csatáredzője lett. 2021. február 3-án a Murád Búdzsellál tulajdonában álló Hyères FC sportigazgatójává vált. Három hónappal később, 2021. május 4-én távozott posztjáról, a Covid19-pandémia miatt így nem élte át a gárda első mérkőzését. 2024. január 25-én a török Ümraniyespor vezérigazgatója lett. Kevesebb, mint fél évvel később, július 8-án távozott a posztról.

## Pályafutása statisztikái

### Klubcsapatokban
| Klub                   | Szezon         | Bajnokság         | Bajnokság       | Bajnokság | Nemzetközi kupa | Nemzetközi kupa | Ligakupa        | Ligakupa | Európa          | Európa | Egyéb           | Egyéb | Összesen        | Összesen |
| Klub                   | Szezon         | Bajnokság         | Pályára lépések | Gólok     | Pályára lépések | Gólok           | Pályára lépések | Gólok    | Pályára lépések | Gólok  | Pályára lépések | Gólok | Pályára lépések | Gólok    |
| ---------------------- | -------------- | ----------------- | --------------- | --------- | --------------- | --------------- | --------------- | -------- | --------------- | ------ | --------------- | ----- | --------------- | -------- |
| Paris Saint-Germain    | 1995–1996      | Division 1        | 2               | 0         | —               | —               | —               | —        | —               | —      | —               | —     | 2               | 0        |
| Paris Saint-Germain    | 1996–1997      | Division 1        | 8               | 1         | —               | —               | 1               | 0        | 1               | 0      | —               | —     | 10              | 1        |
| Paris Saint-Germain    | Összesen       | Összesen          | 10              | 1         | –               | –               | 1               | 0        | 1               | 0      | –               | –     | 12              | 1        |
| Arsenal                | 1996–1997      | Premier League    | 4               | 0         | —               | —               | —               | —        | —               | —      | —               | —     | 4               | 0        |
| Arsenal                | 1997–1998      | Premier League    | 26              | 6         | 9               | 3               | 3               | 0        | 2               | 0      | —               | —     | 40              | 9        |
| Arsenal                | 1998–1999      | Premier League    | 35              | 17        | 5               | 0               | 0               | 0        | 5               | 1      | 1               | 1     | 46              | 19       |
| Arsenal                | Összesen       | Összesen          | 65              | 23        | 14              | 3               | 3               | 0        | 7               | 1      | 1               | 1     | 90              | 28       |
| Real Madrid            | 1999–2000      | La Liga           | 19              | 2         | 0               | 0               | —               | —        | 9               | 2      | 3               | 3     | 31              | 7        |
| Paris Saint-Germain    | 2000–2001      | Division 1        | 27              | 8         | 0               | 0               | 1               | 0        | 9               | 5      | —               | —     | 37              | 13       |
| Paris Saint-Germain    | 2001–2002      | Division 1        | 12              | 2         | —               | —               | 0               | 0        | 7               | 3      | —               | —     | 19              | 5        |
| Paris Saint-Germain    | Összesen       | Összesen          | 39              | 10        | 0               | 0               | 1               | 0        | 16              | 8      | –               | –     | 56              | 18       |
| Liverpool (kölcsönben) | 2001–2002      | Premier League    | 20              | 4         | 2               | 1               | —               | —        | —               | —      | —               | —     | 22              | 5        |
| Manchester City        | 2002–2003      | Premier League    | 38              | 14        | 1               | 0               | 2               | 0        | —               | —      | —               | —     | 41              | 14       |
| Manchester City        | 2003–2004      | Premier League    | 32              | 16        | 4               | 4               | 2               | 0        | 5               | 4      | —               | —     | 43              | 24       |
| Manchester City        | 2004–2005      | Premier League    | 19              | 7         | —               | —               | 0               | 0        | —               | —      | —               | —     | 19              | 7        |
| Manchester City        | Összesen       | Összesen          | 89              | 37        | 5               | 4               | 4               | 0        | 5               | 4      | –               | –     | 103             | 45       |
| Fenerbahçe             | 2004–2005      | Süper Lig         | 14              | 4         | 2               | 0               | —               | —        | 2               | 0      | —               | —     | 18              | 4        |
| Fenerbahçe             | 2005–2006      | Süper Lig         | 25              | 10        | 6               | 2               | —               | —        | 6               | 0      | —               | —     | 37              | 12       |
| Fenerbahçe             | 2006–2007      | Süper Lig         | —               | —         | —               | —               | —               | —        | 2               | 0      | —               | —     | 2               | 0        |
| Fenerbahçe             | Összesen       | Összesen          | 39              | 14        | 8               | 2               | –               | –        | 10              | 0      | –               | –     | 57              | 16       |
| Bolton Wanderers       | 2006–2007      | Premier League    | 35              | 11        | 3               | 0               | 1               | 1        | —               | —      | —               | —     | 39              | 12       |
| Bolton Wanderers       | 2007–2008      | Premier League    | 18              | 10        | —               | —               | —               | —        | 4               | 1      | —               | —     | 22              | 11       |
| Bolton Wanderers       | Összesen       | Összesen          | 53              | 21        | 3               | 0               | 1               | 1        | 4               | 1      | –               | –     | 61              | 23       |
| Chelsea                | 2007–2008      | Premier League    | 14              | 1         | 3               | 1               | 2               | 0        | 5               | 0      | —               | —     | 24              | 2        |
| Chelsea                | 2008–2009      | Premier League    | 37              | 19        | 5               | 4               | 0               | 0        | 12              | 2      | —               | —     | 54              | 25       |
| Chelsea                | 2009–2010      | Premier League    | 33              | 11        | 4               | 1               | 0               | 0        | 7               | 3      | 1               | 0     | 45              | 15       |
| Chelsea                | 2010–2011      | Premier League    | 32              | 6         | 3               | 1               | 1               | 2        | 9               | 7      | 1               | 0     | 46              | 16       |
| Chelsea                | 2011–2012      | Premier League    | 9               | 1         | 0               | 0               | 2               | 0        | 4               | 0      | —               | —     | 15              | 1        |
| Chelsea                | Összesen       | Összesen          | 125             | 38        | 15              | 7               | 5               | 2        | 37              | 12     | 2               | 0     | 184             | 59       |
| Sanghaj Greenland      | 2012           | Kínai Szuperliga  | 22              | 3         | 2               | 0               | —               | —        | 3               | 1      | —               | —     | 27              | 4        |
| Juventus (kölcsönben)  | 2012–2013      | Serie A           | 2               | 0         | —               | —               | —               | —        | 1               | 0      | —               | —     | 3               | 0        |
| West Bromwich Albion   | 2013–2014      | Premier League    | 12              | 2         | 0               | 0               | 0               | 0        | —               | —      | —               | —     | 12              | 2        |
| Mumbai City            | 2014           | Indiai Szuperliga | 7               | 2         | 0               | 0               | —               | —        | —               | —      | —               | —     | 7               | 2        |
| Mumbai City            | 2015           | Indiai Szuperliga | 6               | 0         | 0               | 0               | —               | —        | —               | —      | —               | —     | 6               | 0        |
| Mumbai City            | Összesen       | Összesen          | 13              | 2         | 0               | 0               | –               | –        | –               | –      | –               | –     | 13              | 2        |
| Teljes karrier         | Teljes karrier | Teljes karrier    | 508             | 157       | 49              | 17              | 15              | 3        | 93              | 29     | 6               | 4     | 671             | 210      |

1. ↑  Magába foglalja: Francia szuperkupa, UEFA-szuperkupa, Community Shield (1998, 2009, 2010), Spanyol szuperkupa, Klubvilágbajnokság (2000), Török szuperkupa, Kínai szuperkupa, Olasz szuperkupa.

### A válogatottban
| Nemzeti csapat | Év       | Pályára lépések | Gólok |
| -------------- | -------- | --------------- | ----- |
| Franciaország  | 1998     | 3               | 1     |
| Franciaország  | 1999     | 7               | 2     |
| Franciaország  | 2000     | 10              | 2     |
| Franciaország  | 2001     | 7               | 1     |
| Franciaország  | 2002     | 1               | 0     |
| Franciaország  | 2005     | 2               | 1     |
| Franciaország  | 2006     | 3               | 1     |
| Franciaország  | 2007     | 10              | 3     |
| Franciaország  | 2008     | 11              | 1     |
| Franciaország  | 2009     | 9               | 2     |
| Franciaország  | 2010     | 6               | 0     |
| Összesen       | Összesen | 69              | 14    |

1. ↑  Tartalmaz egy pályáralépést és egy gólt a FIFA XI elleni mérkőzésen, mely barátságos meccsnek számít.

### Góljai a válogatottban
| #  | Dátum               | Helyszín                                    | Ellenfél        | Gól | Eredmény | Verseny                             |
| -- | ------------------- | ------------------------------------------- | --------------- | --- | -------- | ----------------------------------- |
| 1  | 1998. október 10.   | Moszkva, Oroszország                        | Oroszország     | 1–0 | 3–2      | 2000-es Európa bajnokság selejtező  |
| 2  | 1999. február 10.   | London, Anglia                              | Anglia          | 1–0 | 2–0      | Barátságos mérkőzés                 |
| 3  | 1999. február 10.   | London, Anglia                              | Anglia          | 2–0 | 2–0      | Barátságos mérkőzés                 |
| 4  | 2000. június 6.     | Casablanca, Marokkó                         | Marokkó         | 4–1 | 5–1      | Barátságos mérkőzés                 |
| 5  | 2000. augusztus 16. | Marseille, Franciaország                    | FIFA XI         | 5–0 | 5–1      | Barátságos mérkőzés                 |
| 6  | 2001. május 30.     | Tegu, Dél-Korea                             | Dél-Korea       | 3–0 | 5–0      | 2001-es konföderációs kupa          |
| 7  | 2005. november 5.   | Fort-de-France, France                      | Costa Rica      | 1–2 | 3–2      | Barátságos mérkőzés                 |
| 8  | 2006. október 11.   | Sochaux, Franciaország                      | Feröer-szigetek | 3–0 | 5–0      | 2008-as Európa-bajnokság selejtező  |
| 9  | 2007. március 24.   | Kaunas, Litvánia                            | Litvánia        | 1–0 | 1–0      | 2008-as Európa-bajnokság selejtező  |
| 10 | 2007. június 2.     | Saint-Denis, Franciaország                  | Ukrajna         | 2–0 | 2–0      | 2008-as Európa-bajnokság selejtező  |
| 11 | 2007. október 13.   | Tórshavn, Feröer-szigetek                   | Feröer-szigetek | 1–0 | 6–0      | 2008-as Európa bajnokság selejtező  |
| 12 | 2008. szeptember 1. | Stade de France, Saint-Denis, Franciaország | Szerbia         | 2–0 | 2–1      | 2010-es világbajnokság selejtező    |
| 13 | 2009. október 10.   | Stade de France, Saint-Denis, Franciaország | Feröer-szigetek | 4–0 | 5–0      | 2010-es világbajnokság selejtező    |
| 14 | 2009. november 14.  | Croke Park, Dublin, Írország                | Írország        | 1–0 | 1–0      | 2010-es világbajnokság pótselejtező |

## Sikerei, díjai

### Arsenal
- Angol bajnok (1): 1997–1998[161]
- Angol kupa (1): 1998[162]
- Angol szuperkupa (1): 1998[163]

### Real Madrid
- UEFA-bajnokok ligája (1): 1999–2000[164]

### Paris Saint-Germain
- Intertotó-kupa (1): 2001[165]

### Fenerbahçe
- Török bajnok (1): 2004–2005[165]

### Chelsea
- Angol bajnok (1): 2009–2010[161]
- Angol kupa (2): 2009,[166] 2010[167]
- Angol szuperkupa (1): 2009[168]
- Angol ligakupa–döntős: 2008[169]
- UEFA-bajnokok ligája–döntős: 2007–2008[170]

### Juventus
- Olasz bajnok (1): 2012–2013[165]

### Franciaország U18
- U19-es Európa-bajnokság (1): 1997[165]

### Francia válogatott
- Európa bajnokság (1): 2000[165]
- Konföderációs kupa (1): 2001[165]

### Egyéni elismerései
- Ligue 1 – Az év felfedezettje: 1998[171]
- Premier League – A hónap játékosa: 1999 február, 2008 november[161]
- Az év fiatal angol labdarúgója: 1998–1999[172]
- PFA – Az év csapata: 1998–1999,[173] 2008–2009[174]
- Premier League-aranycipő: 2008–2009[161]